# Det lille menneske
Det lille menneske (russisk: Серёжа) er en sovjetisk spillefilm fra 1960 af Georgij Danelija og Igor Talankin.

## Medvirkende
- Boris Barkhatov som Sergej
- Sergej Bondartjuk som Dmitrij Korosteljov
- Irina Skobtseva som Marianna
- Serjozja Metelitsyn som Vaska
- Jura Kozlov as Zhenya